# Acalyptris bovicorneus
Acalyptris bovicorneus là một loài bướm đêm thuộc họ Nepticulidae. Nó được miêu tả bởi Puplesis và Robinson năm 2000. Nó được tìm thấy ở Belize.